# Alto (Włochy)
Alto – miejscowość i gmina we Włoszech, w regionie Piemont, w prowincji Cuneo.
Według danych na rok 2004 gminę zamieszkiwały 104 osoby, 14,9 os./km².